# Bečevná
Bečevná je přírodní památka u Rokytnice, části města Vsetín v okrese Vsetín. Předmětem ochrany je bohatá lokalita vstavače bledého (Orchis pallens).

## Přírodní poměry

### Flóra
Na území PP roste typická karpatská ostřicová dubohabřina s dominujícím habrem obecným (Carpinus betulus). Bylinný podrost je chudý, z dalších orchidejí se zde ojediněle vyskytuje také vstavač mužský znamenaný (Orchis mascula subsp. signifera) a hlístník hnízdák (Neotia nidus-avis). Ze vzácnějších druhů rostlin zde dále roste lilie zlatohlávek (Lilium martagon) a lýkovec jedovatý (Daphne mezereum). Vyskytuje se zde také kyčelnice žláznatá (Dentaria glandulosa) typická pro oblasti severní a východní Moravy.

### Fauna
Území PP je významným hnízdištěm pro běžné druhy lesních ptáků.

## Galerie

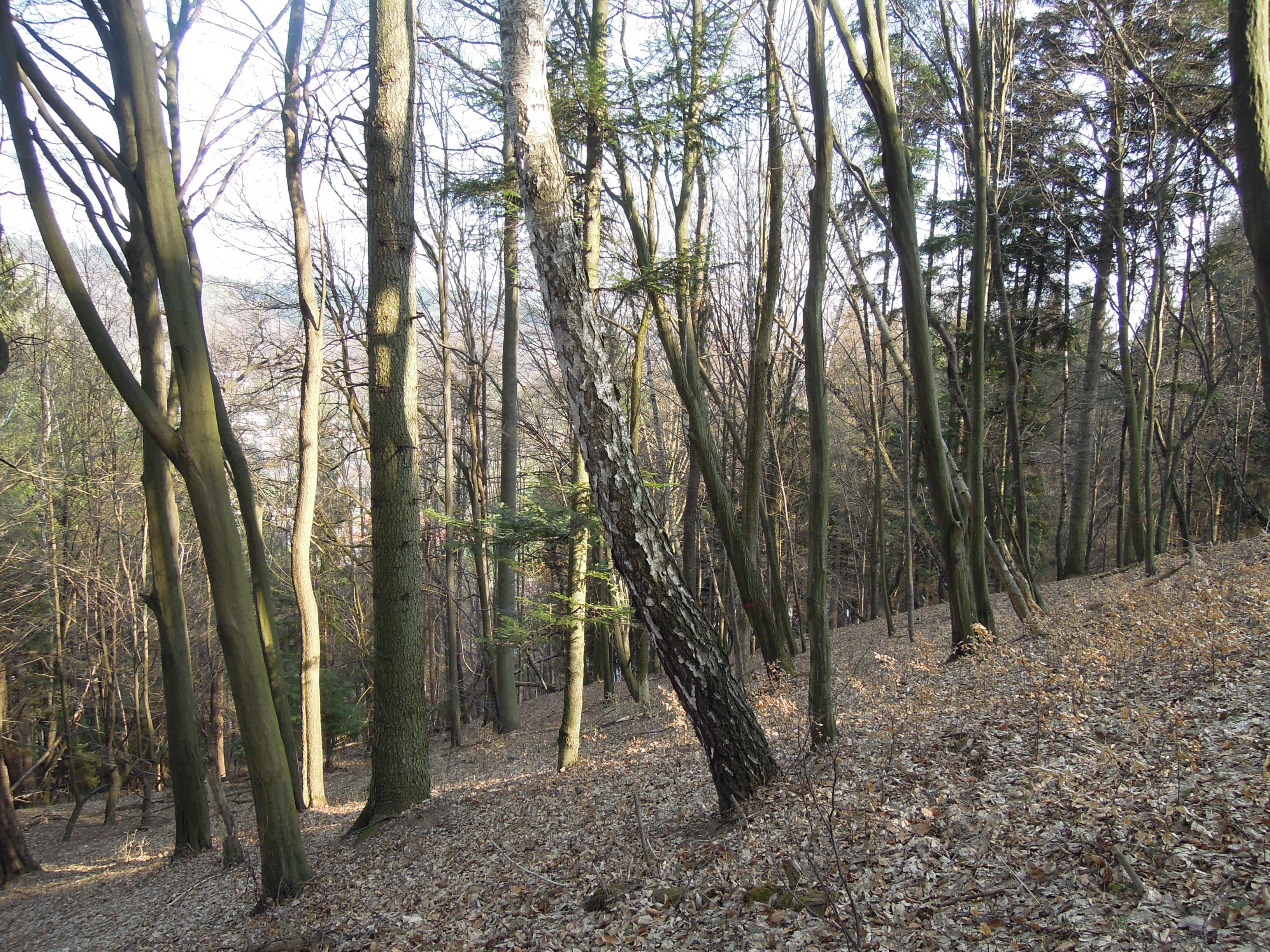
Lesní porost s převažujícím habrem obecným
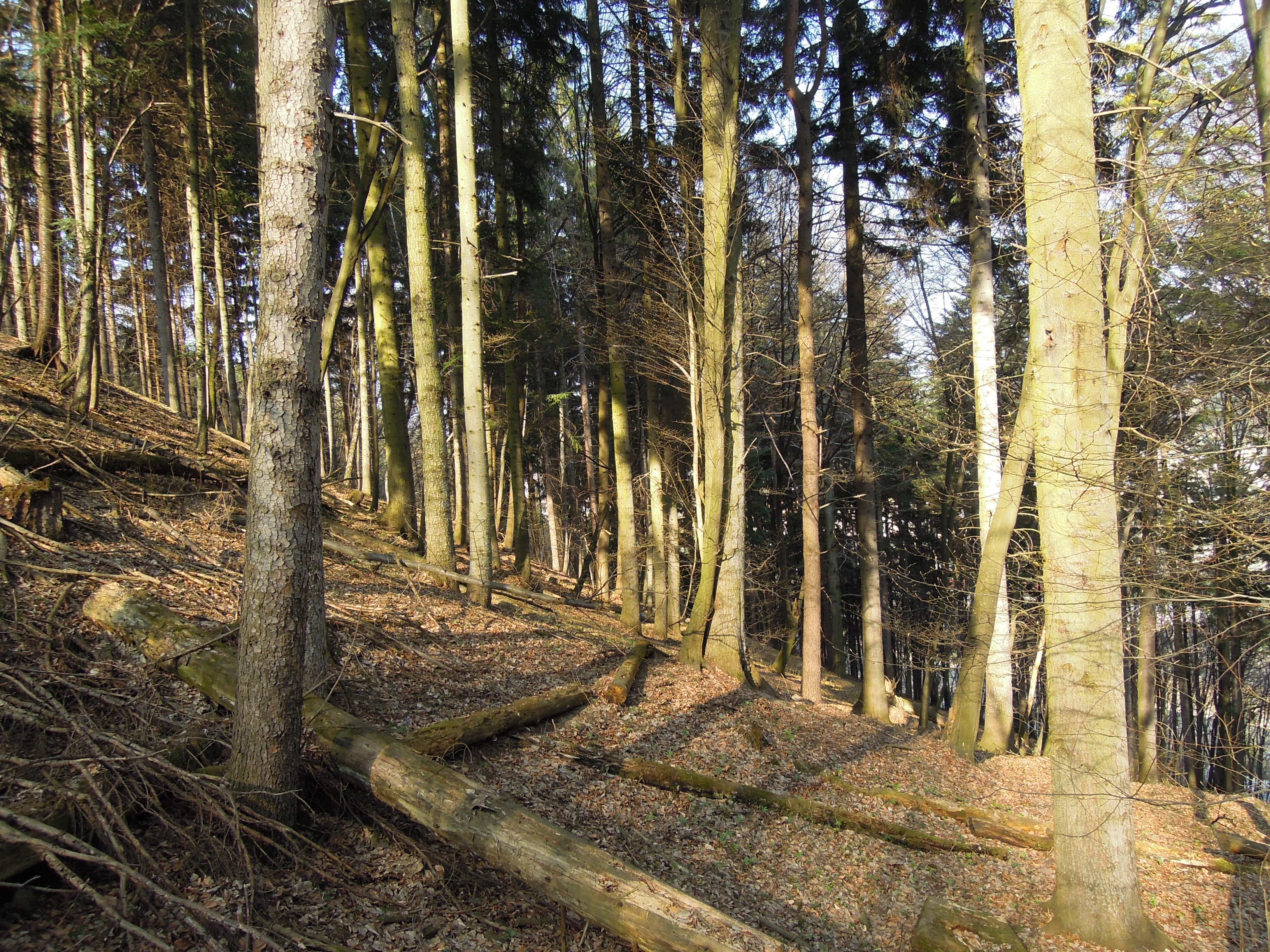
Lesní porost přírodní památky Bečevná
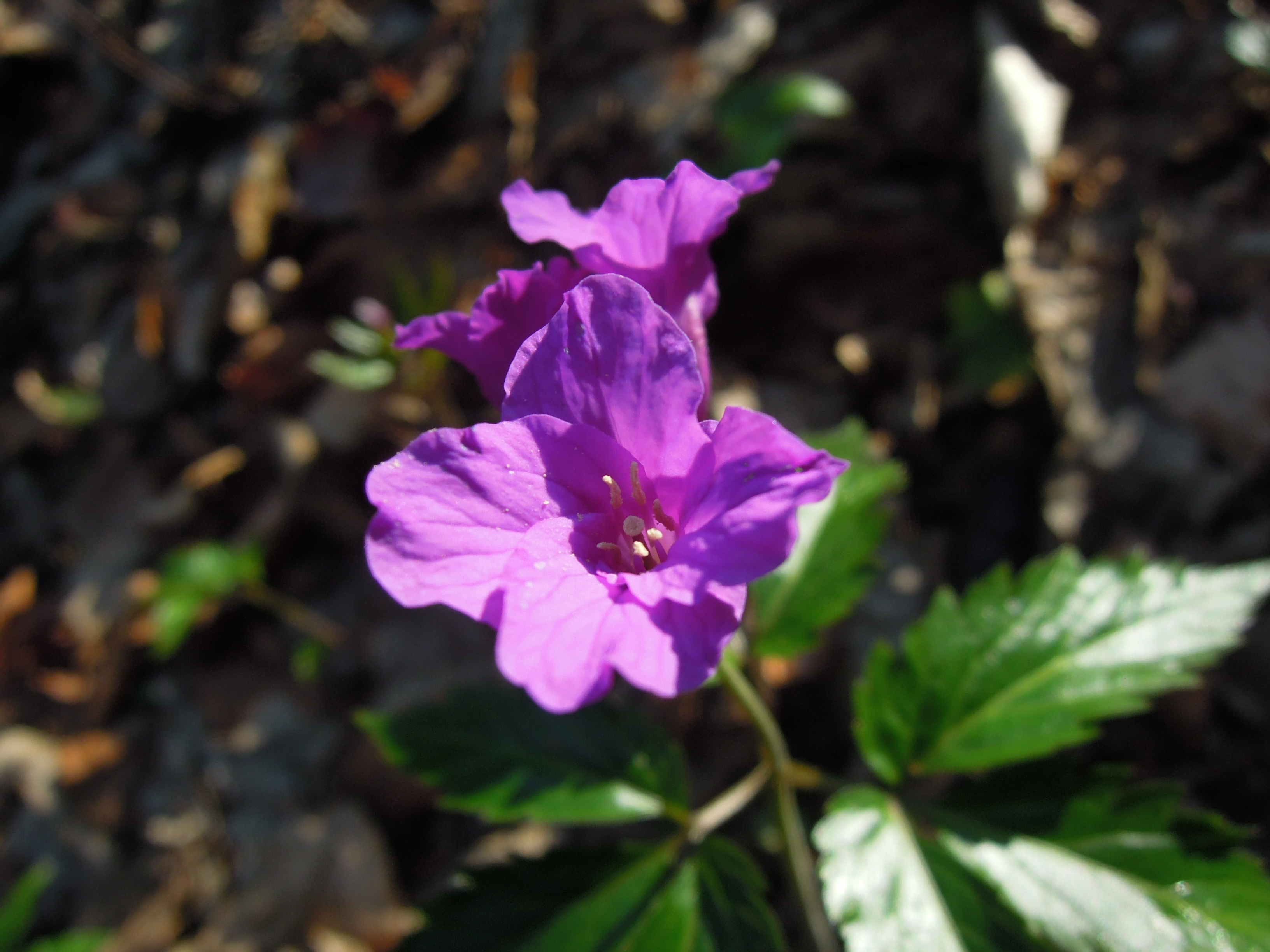
Kyčelnice žláznatá